# Frans Van Immerseel
Frans Van Immerseel, né le 28 juin 1909 à Borsbeek (province d'Anvers) et mort le 5 février 1978 à Wilrijk, est un peintre, créateur de vitraux, graphiste, sculpteur sur bois, illustrateur, caricaturiste, auteur de bande dessinée, auteur et concepteur de défilés et de parades belge.
Il a exposé plus de 220 fois.

## Biographie

### Jeunesse et formation

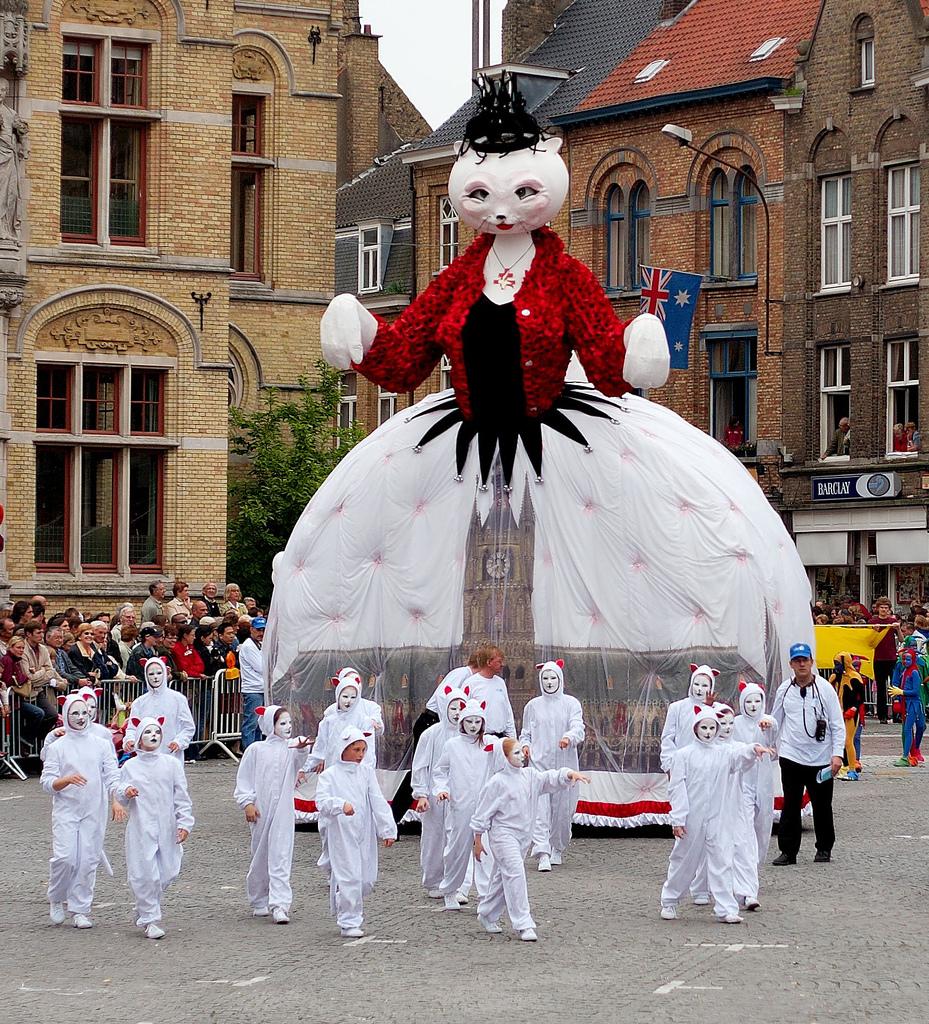
La géante Minneken Poes, pendant le kattenstoet, Ypres.

Frans Van Immerseel naît le 28 juin 1909 à Borsbeek. Il est le descendant d'une vieille famille noble. Il grandit dans une famille aisée de l'époque. Ses parents possèdent une épicerie à Anvers où le jeune Frans dessinait des caricatures de clients qui venaient dans le magasin pour acheter leurs produits dès son plus jeune âge.
Jeune étudiant, il reçoit des cours de dessin auprès d'Alfred Ost, qui remarque bientôt le grand talent de Van Immerseel et l'envoie à l'Académie royale des beaux-arts d'Anvers où il est l'élève de Jules De Bruycker. Ce dernier et Frans Masereel l'influenceront durablement.

### Carrière
Ses dessins et caricatures paraissent dans diverses revues, telles que De Waarheid, Gazet van Antwerpen, De Schelde, De Standaard, De Morgenpost, Haardvriend, ainsi que dans les publications de La Bonne Presse de l'abbaye d’Averbode, dont il était le graphiste en chef dans les années 1930. Selon Frans Lambeau dans son ouvrage Dictionnaire illustré de la bande dessinée belge sous l'Occupation : « Il donne également de remarquables dessins à Zonneland (nl), la version flamande de Petits Belges, dans un style sulpicien teinté d'Art nouveau. »
Il lance son stop-comic De Lotgevallen van Janssens en janvier 1937 dans Ons Kinderland (nl). Jusqu'à la Seconde Guerre mondiale, cette bande dessinée paraît dans de nombreux magazines flamands et néerlandais. Il est également publié en France et en Allemagne.
Il fonde sa propre agence de presse Het Rad en 1938. La même année, il entre au Journal de Spirou où il illustre trois nouvelles de William Horne ainsi que le roman de Paul Cervières intitulé : L'Orphelin de Stamboul, publié en feuilleton de 19 livraisons. Ce roman est publié par les éditions Dupuis en 1939. Pour ce même périodique de bande dessinée, il illustre encore le roman Vautours de la savane de Karl May dans les nos 14-48 de 1939.
Au début du conflit, il devient correspondant de guerre et illustrateur pour le journal De SS-Man. Il livre des caricatures antisémites et anti-anglaises dans La Nation belge. Il réalise la bande dessinée La Flûte enchantée d'après V. Blutghen du 21 juin au 27 septembre 1941 publiée dans Terre et Nation, une publication de la Corporation nationale de l'Agriculture et de l'alimentation, à l'instigation de l'autorité allemande.
Le 30 octobre 1945, il réalise son autoportrait dans la cellule 212 de sa prison, condamné à mort pour collaboration comme membre de la Légion flamande. Sa peine sera commuée en prison à vie puis en appel, elle sera ramenée à 20 ans d'emprisonnement.
En 1951, il crée la bande dessinée Sjengske dans Gazet van Limburg et De Stem. En outre, il dessine brièvement Teun Koekeloere dans De Antwerpse Post en 1964.
De 1945 à 1952, il illustrera plus de 500 livres. Frans Van Immerseel était ce qu'on appelle un illustrateur prolifique, il est impossible d'estimer combien de dessins il a réalisé.
Comme organisateur de défilés, il organisa avec succès le kattenstoet à Ypres à partir de 1955 ainsi que la première Geitestoet (nl) à Wilrijk en 1965.
Ses archives contiennent un dessin qu'il a réalisé pour son ami et compagnon de cellule Paul Jamin, dessinateur maison du journal Le Pays réel, le journal du mouvement rexiste, avec lequel il a également collaboré dans les années 1930.

### Mort
Il meurt le 5 février 1978 à Wilrijk, à l'âge de 68 ans.
Il est enterré au Schoonselhof et sur sa tombe se trouve une simple pierre tombale avec une croix de bouleau, symbole de la communauté du Front de l'Est. Sur sa tombe figure l'inscription kunstenaar voor zijn volk [« artiste pour son peuple »].

### Vie privée
Il était l'époux de Margaretha Lanssens auprès de laquelle il est enterré.

## Œuvre

### Littérature d'enfance et de jeunesse
- Paul Cervières (ill. Frans Van Immerseel), L'Orphelin de Stamboul, Charleroi ; Paris, Dupuis, 1938 (présentation en ligne)

## En collections publiques
- H. Hubertus op jacht [« saint Hubert à la chasse »][12], vitrail, église saint-Joseph, Zutendaal
- Thyl Uylenspiegel et Nele au clair de lune[12], vitrail, Musées royaux d'Art et d'Histoire de Belgique, Bruxelles
- Thyl Uylenspiegel[12], vitrail, Musées royaux d'Art et d'Histoire de Belgique, Bruxelles
- La Charité romaine[12], vitrail, Musées royaux d'Art et d'Histoire de Belgique, Bruxelles
- Men gaat beter naar de bakker dan naar de apotheke [« Il vaut mieux aller à la boulangerie qu'à la pharmacie »], Musée de la boulangerie, Furnes[13].